# نشانگان کلاین–لوین
سندرم کلاین–لوین (به انگلیسی: Kleine-Levin syndrome) بیماری نادری است که شخص مبتلا احتیاج به خواب زیادی دارد که گاهی به بیست ساعت در شبانه‌روز می‌رسد.
معمولاً شخص مبتلا تمایل زیادی به غذا خوردن (پرخوری جبری) و تمایل جنسی زیاد دارد. بعضی از محققان عقیده دارند که این بیماری زمینهٔ ارثی دارد و بعضی دیگر اعتقاد دارند که این اختلال یک بیماری خودایمنی است.

## درمان
این اختلال درمان قطعی ندارد، اما غالباً داروهای محرکی مثل آمفتامین‌ها، متیل فنیدیت (ریتالین) و همچنین ایمی پرامین و مودافینیل برای این دسته از بیماران تجویز می‌شود. به خاطر شباهتی که بین این بیماری و بعضی از اختلالات خلقی وجود دارد از لیتیوم و کاربامازپین هم استفاده می‌شود. اما غالباً پاسخ به درمان، محدود است.

## علائم و نشانه‌ها
بیماران مبتلا به سندرم کلین لوین (KLS) دوره‌های مکرر خواب طولانی (پرخوابی) را تجربه می‌کنند. در بیشتر موارد، بیماران به مدت ۱۵ تا ۲۱ ساعت در روز می‌خوابند. اشتهای زیاد (هایپرفاژی) و ولع مصرف غیرمعمول در نیمی تا دو سوم موارد وجود دارد. تقریباً نیمی از بیماران به‌طور عمده بیماران مرد، به طرز چشمگیری افزایش میل جنسی (ابرجنسیت) را تجربه می‌کنند. چندین علامت دیگر معمولاً همراه سندرم هستند، از جمله تغییرات قابل توجه در خلق و خو و توانایی شناختی به چشم می‌خورد. مسخ واقعیت و بی‌تفاوتی شدید حداقل در ۸۰ درصد موارد وجود دارد. حدود یک سوم بیماران دچار توهم می‌شوند.

## علت
مشخص نیست که چه چیزی باعث سندرم کلین لوین می‌شود، اما سازوکارهای مختلفی ارائه شده‌است. یک توضیح ممکن اختلال عملکرد هیپوتالاموس است. تالاموس احتمالاً در خواب خارج از کنترل نقش دارد و بیماران مبتلا به اختلال عملکرد دیانسفالیک-هیپوتالاموس ناشی از تومورها علائمی مشابه با بیماران سندرم کلین لوین را تجربه می‌کنند. به‌طور خاص، مناطق زمانی میانی تالاموس ممکن است درگیر شود، اگرچه معاینات بیماران مبتلا به سندرم کلین لوین به‌طور مداوم ناهنجاری‌هایی را در این منطقه پیدا نکرده‌است.
توضیح احتمالی دیگر مربوط به متابولیسم سروتونین و دوپامین است. عدم تعادل در مسیرهای انتقال دهنده عصبی این مواد شیمیایی می‌تواند نقش داشته باشد. عفونت‌های ویروسی نیز به عنوان یک دلیل احتمالی مطرح شده‌است. شواهد مربوط به نقش آنها شامل ضایعاتی است که در کالبد شکافی یافت می‌شود.

## تشخیص
سندرم کلین لوین هنگامی که علاوه بر حملات مکرر خستگی مفرط و خواب طولانی مدت وجود داشته باشد، می‌تواند تشخیص داده شود که گیجی، بی علاقگی یا از بین بردن واقعیت وجود دارد. اولین موردی که می‌توان آن را تشخیص داد اپیزود دوم است، این معمول نیست. این بیماری به‌طور کلی به عنوان تشخیص حذف است. از آنجا که سندرم کلین لوین نادر است، سایر موارد با علائم مشابه معمولاً در ابتدا مورد بررسی قرار می‌گیرند.

## پیشگیری
لیتیوم تنها دارویی است که به نظر می‌رسد دارای اثر پیشگیری است. در دو مطالعه روی بیش از ۱۰۰ بیمار، لیتیوم به جلوگیری از عود علائم در ۲۰ تا ۴۰ درصد موارد کمک کرد. میزان خون توصیه شده برای بیماران مبتلا به سندرم کلین لوین در لیتیوم 0.8-1.2mEq/ml است. مشخص نیست که آیا سایر تثبیت کننده‌های خلقی تأثیری در این بیماری دارند یا خیر. داروهای ضد افسردگی از عود جلوگیری نمی‌کنند.

## درمان
چندین درمان دارویی بر روی بیماران مبتلا به سندروم کلین لوین استفاده شده‌است، اما هیچ‌یک از آنها تحت آزمایشات تصادفی کنترل شده قرار نگرفته‌اند. در یک تحقیق کاکرین ۲۰۱۶ نتیجه‌گیری شد که «هیچ مدرکی نشان نمی‌دهد که درمان دارویی برای سندرم کلین لوین موثر و بی خطر است».
در چندین مورد گزارش شده‌است که محرک‌ها، از جمله مودافینیل اثر محدودی بر روی بیماران دارد، که اغلب خواب آلودگی را کاهش می‌دهد. در آنها ممکن است مشکلات رفتاری ایجاد گردد، اما اگر در بیماران مسن با علائم خفیف استفاده شوند، ممکن است مشکلات کمتری ایجاد گردد.
بیماران مبتلا به سندروم کلین لوین معمولاً نیازی به بستری شدن در بیمارستان‌ها ندارند. توصیه می‌شود مراقبان مراقبت کرده و آنها را به رعایت بهداشت خواب تشویق کنند. همچنین ممکن است لازم باشد بیماران از قرار دادن خود در موقعیت‌های خطرناک مانند رانندگی جلوگیری نمایند.

## تاریخچه
در سال ۱۸۱۵، گزارشی از مرد جوانی منتشر شد که پس از یک تب، اشتهای بیش از حد و خواب طولانی را نشان داد. این ممکن است توصیف اولیه شرایط باشد. مورد دیگری با علائم مشابه توسط بریرِ د بویسمونت در سال ۱۸۶۲ شرح داده شد.